# Atissa limosina
Atissa limosina är en tvåvingeart som beskrevs av Becker 1896. Atissa limosina ingår i släktet Atissa och familjen vattenflugor. Arten har ej påträffats i Sverige. Inga underarter finns listade i Catalogue of Life.